# 旧今津郵便局
旧今津郵便局（きゅういまづゆうびんきょく）は、滋賀県高島市今津町今津1650-1にある歴史的建造物。登録有形文化財。
ウィリアム・メレル・ヴォーリズの設計で1934年（昭和9年）に建設され、1978年（昭和53年）まで今津郵便局の局舎として使用された。ヴォーリズ通りに位置し、今津教会や今津ヴォーリズ資料館と同じ並びにある。

## 建築概要
- 設計 - ヴォーリズ建築事務所
- 竣工 - 1934年
- 構造・規模 - 木造、地上2階、切妻造り、妻入り
- 所在地 - 滋賀県高島市今津町今津1650-1

## 交通アクセス
- JR湖西線近江今津駅から徒歩10分

## 周辺情報
- 琵琶湖周航の歌資料館
- ヴォーリズ通り
  - 日本基督教団今津教会会堂
  - 今津ヴォーリズ資料館
- 今津商工会館
- 住吉神社
- 阿志都弥神社・行過天満宮
- 今津のザゼンソウ群落（滋賀県緑地環境保全地域：国内南限のざぜん草群生地）
- 今津港（竹生島行き）